# 1954년 아시안 게임
제2회 아시안 게임은 아시아 경기 연맹 주관 아래 1954년 5월 1일부터 5월 9일까지 9일간 필리핀 마닐라에서 열렸다. 19개국에서 총 970명의 선수가 참가해 여덟 종목에 결처 기량을 겨루었다. 참가국 수와 선수 모두 이전 1951년 뉴델리 대회 때보다 늘어났다.

## 종목
육상, 수영, 농구, 권투, 축구, 사격, 레슬링, 역도의 8종목이다.

## 참가국
총 19개국이 참가하였다. 대한민국, 말라야 연방(현재의 말레이시아), 베트남, 북보르네오(현재의 말레이시아 사바주), 이스라엘, 중화민국, 캄보디아, 파키스탄, 홍콩이 처음으로 아시안 게임에 참가하였다. 이란은 선수를 파견하지 않고 임원만 파견했다.
| - 대한민국 - 말라야 연방 - 버마 - 베트남 공화국 - 북보르네오 - 실론 - 싱가포르 - 아프가니스탄 - 이스라엘 | - 인도 - 인도네시아 - 일본 - 중화민국 - 캄보디아 - 태국 - 파키스탄 - 필리핀 (개최국) - 홍콩 |

다음 국가는 선수단이 참가하지 않았고, 임원만 파견하였다.
- 이란

## 메달 집계
| 순위 | 국가       | 금메달 | 은메달 | 동메달 | 합계 |
| ---- | ---------- | ------ | ------ | ------ | ---- |
| 1    | 일본       | 38     | 36     | 24     | 98   |
| 2    | 필리핀     | 14     | 14     | 17     | 45   |
| 3    | 대한민국   | 8      | 6      | 5      | 19   |
| 4    | 파키스탄   | 4      | 5      | 0      | 9    |
| 5    | 인도       | 4      | 4      | 5      | 13   |
| 6    | 중화민국   | 2      | 4      | 6      | 12   |
| 7    | 버마       | 2      | 0      | 2      | 4    |
| 8    | 이스라엘   | 2      | 1      | 1      | 4    |
| 9    | 싱가포르   | 1      | 3      | 4      | 8    |
| 10   | 실론       | 0      | 1      | 1      | 2    |
| 11   | 인도네시아 | 0      | 0      | 3      | 3    |
| 12   | 홍콩       | 0      | 0      | 1      | 1    |
| 합계 | 합계       | 77     | 77     | 75     | 229  |

## 대회 이모저모
- 마라톤이 주종목인 최윤칠은 1,500m 달리기에 참가하여 3분 56초 2의 동양신기록으로 결승선을 1위로 통과하여 아시안 게임 사상 대한민국의 첫 금메달을 획득하였다.
- 육상 10,000m 달리기에서 최충식은 33분 0초 6의 아시아 신기록을 수립하며 금메달을 획득하였다.
- 중화민국이 축구에서 금메달을 획득하였다. 대한민국은 은메달을 획득하였다.
- 일본이 육상과 수영 부문에서 경쟁국들을 압도하며 여유있게 종합 1위를 달성하였다.

| 아시안 게임 |                                |           |
| 이전        | 1954년 아시안 게임 마닐라 1954 | 다음      |
| 뉴델리 1951 | 1954년 아시안 게임 마닐라 1954 | 도쿄 1958 |
|             |                                |           |
|             |                                |           |